# Paul Thomson
Pour les articles homonymes, voir Thomson.
Paul Thomson (Paul Robert Thomson) est un musicien écossais né le 15 septembre 1976 à Glasgow, Écosse. Il a été le batteur du groupe écossais Franz Ferdinand de 2001 à 2021.

## Biographie
Thomson a toujours été intéressé par la musique, capable de jouer de plusieurs instruments : guitare, clavier et guitare basse en plus de la batterie.
Fin 1990s, il est le batteur de The Yummy Fur et à un moment donné a fait partie de The Purple Bajengas et Pro Forma. C'est au sein de The Yummy Fur que Thomson rencontre Alex Kapranos. Après la rupture de ce groupe, Thomson a exercé divers jobs, DJ et modèle de nu à la Glasgow School of Art.
En 2001 Thomson rejoint Franz Ferdinand, jouant à l'origine de la guitare. Il passe plus tard à la batterie, à la condition de ne pas être caché derrière les instruments. Il chante aussi les chœurs et a chanté sur la version allemande de Tell Her Tonight sur la face B de Michael. La version anglaise est issue de l'album Franz Ferdinand.
Son label, NEW! (né en 2005), ne fournit que des disques vinyle.
Thomson habite à Glasgow, avec son épouse Esther (DJ et chanteuse de Cash Machine). Ensemble ils jouent en tant que DJ sous le nom Polyester (Paul and Esther). Ils ont un garçon prénommé Georgie en juillet 2006, et un second fils appelé Ronnie le 19 septembre 2008 (alors que Franz Ferdinand sont supposés être têtes d'affiche d'un concert). À cause de l'absence de Thomson, Franz Ferdinand a joué un concert semi-acoustique et a échangé la tête d'affiche avec The Ting Tings. Thomson anima aussi un rendez-vous sur Subcity Radio intitulé they're only records paul, les jeudis en nuit.
Selon les articles Soundbites d'Alex Kapranos, Thomson tient un classement de burgers. Il évalue les hamburgers selon leur apparence, les condiments, la texture, et leur nouveauté.
Le 12 juin 2008, il est annoncé que Thomson passait à la marque de batteries Highwood.
Thomson est crédité pour avoir chorégraphié plusieurs des vidéos de Franz Ferdinand, dont Do You Want To et The Dark of the Matinée, ayant joué tel Artful Dodger dans Oliver!. Dans une interview, il a déclaré s'être lui-même inséré dans pour s'amuser.
Paul Thomson est le fils de Bert et Ellen Thomson. Il a une sœur nommée Hazel Thomson. En 2009, Paul Thomson a été élu Plus Grand Batteur Écossais de tous les temps par les lecteurs de Dear Scotland.

## Sources
- (en) Cet article est partiellement ou en totalité issu de l’article de Wikipédia en anglais intitulé « Paul Thomson » (voir la liste des auteurs).

1. ↑  « Instagram », sur www.instagram.com (consulté le 1er août 2022)
2. ↑  « Subcity Radio // Shows // They're Only Records Paul », Subcity.org (consulté le 29 octobre 2011)
3. ↑  Chris Harris, « Set a Man On Fire, Name Next LP — Franz Ferdinand Do Whatever They Want - Music, Celebrity, Artist News », MTV, 1er août 2005 (consulté le 29 octobre 2011)
4. ↑  Juhász Edina, « A 70-es évek magyar rockja rohadt jó », sur index.hu, 12 août 2013 (consulté le 26 août 2020).
5. ↑  And Scotland’s Greatest Ever Drummer is…, Dear Scotland, 25 November 2009